# Bartosz Salamon
Bartosz Salamon (Poznań, 1 de mayo de 1991) es un futbolista polaco que juega como defensa en el Lech Poznań de la Ekstraklasa de Polonia.

## Trayectoria
Llegó a Italia muy pequeño a las inferiores del Brescia Calcio debutando el año 2007 en la Serie B el 3 de mayo de 2008, justo dos días después de su cumpleaños número 17, entrando desde el banco en el minuto 77 de la victoria ante el Modena. El 17 de enero de 2009 apareció en el once inicial del Brescia Calcio, por primera vez, jugando los 90 minutos de la victoria por 4-0 frente al Pisa. El  9 de agosto, marcó su primer gol con el Brescia Calcio en la victoria por 1-0 sobre Ravenna en Copa Italia. En julio de 2010, se anunció que jugaría a préstamo en  el Foggia en la Lega Pro Prima Divisione, la tercera división del fútbol italiano. A finales de 2011 volvió a Brescia, en la Serie B, para la temporada 2011-12. En enero de 2013 firmó contrato con el Cagliari Calcio de la Serie A por 4 años.

## Selección nacional

### Participaciones en Eurocopas
| Copa          | Sede     | Resultado        | Partidos | Goles |
| ------------- | -------- | ---------------- | -------- | ----- |
| Eurocopa 2016 | Francia  | Cuartos de final | 0        | 0     |
| Eurocopa 2024 | Alemania | Primera fase     | 1        | 0     |

## Clubes
| Club                          | País    | Año       |
| ----------------------------- | ------- | --------- |
| Brescia Calcio                | Italia  | 2008-2013 |
| U. S. Foggia (cedido)         | Italia  | 2010-2011 |
| A. C. Milan                   | Italia  | 2013      |
| U. C. Sampdoria               | Italia  | 2013-2015 |
| Delfino Pescara 1936 (cedido) | Italia  | 2014-2015 |
| Cagliari Calcio               | Italia  | 2015-2018 |
| SPAL (cedido)                 | Italia  | 2017-2018 |
| SPAL                          | Italia  | 2018-2021 |
| Frosinone Calcio (cedido)     | Italia  | 2018-2019 |
| Lech Poznań                   | Polonia | 2021-     |

## Palmarés

### Títulos nacionales
| Título      | Club        | País    | Año  |
| ----------- | ----------- | ------- | ---- |
| Ekstraklasa | Lech Poznań | Polonia | 2022 |
| Ekstraklasa | Lech Poznań | Polonia | 2025 |